# أوريليو غريمالدي
أوريليو غريمالدي (بالإيطالية: Aurelio Grimaldi)‏ هو كاتب وكاتب سيناريو ومخرج إيطالي، ولد في 22 نوفمبر 1957 في موذقة في إيطاليا.

## وصلات خارجية
- أوريليو غريمالدي على موقع IMDb (الإنجليزية)
- أوريليو غريمالدي على موقع ألو سيني (الفرنسية)
- أوريليو غريمالدي على موقع أول موفي (الإنجليزية)
- أوريليو غريمالدي على موقع قاعدة بيانات الأفلام السويدية (السويدية)
- أوريليو غريمالدي على موقع قاعدة بيانات الفيلم (الإنجليزية)
- أوريليو غريمالدي على موقع كينوبويسك (الروسية)